# SMS S 115 (1918)
S 115 – niemiecki niszczyciel z okresu I wojny światowej. Trzecia jednostka typu S 113. Okręt wyposażony w cztery kotły parowe opalane ropą. Zapas paliwa 720 ton. Zwodowany w 1918 roku, ale nie ukończony przed zakończeniem wojny. Zezłomowany w 1919 roku.